# Tekulai Bugis
Tekulai Bugis is een bestuurslaag in het regentschap Indragiri Hilir van de provincie Riau, Indonesië. Tekulai Bugis telt 628 inwoners (volkstelling 2010).